# 〜河口湖〜 富士山パノラマロープウェイ
〜河口湖〜 富士山パノラマロープウェイ（かわぐちこ ふじさんパノラマロープウェイ）は、山梨県南都留郡富士河口湖町に位置する、富士山麓電気鉄道が運営する索道である。河口湖畔に聳える天上山（てんじょうやま）に敷設され、山頂の駅からは河口湖や富士山のパノラマを望む。

## 歴史
1958年（昭和33年）6月11日に事業許可を受け、1959年（昭和34年）7月11日、富士山麓電気鉄道（初代、現在の富士急行）により河口湖天上山ロープウェイ（河口湖ロープウェイ）として開業。2001年（平成13年）4月に全面改修を経て河口湖天上山公園 カチカチ山ロープウェイとしてリニューアルした。「カチカチ山」の名は、天上山が太宰治の小説「カチカチ山」（短編小説集『お伽草紙』所収）の舞台とされることに由来する。リニューアルに合わせて、ゴンドラや駅には小説に登場するウサギとタヌキのマスコット像が設置され、山頂の駅には新しい展望台が設けられた。
富士山が世界遺産に登録された2013年（平成25年）以降は日本国外からの旅行客の利用が増加、これを受けて2018年（平成30年）4月には英語名称（Mt. FUJI PANORAMIC ROPEWAY）を設定し、日本語名称も〜河口湖〜 富士山パノラマロープウェイに改めた。改称後もカチカチ山にちなんだマスコット像などはそのまま維持されている。
2023年（令和5年）6月1日、索道事業が富士急行から子会社の富士山麓電気鉄道（2代）に譲渡され、同社の運営となった。

## 路線データ
- 駅数：2駅（起終点駅含む）
- 全長（傾斜長）：460 m[3][4]
- 方式：複線交走式[3][4]
- 定員：36名[10]
- 基数：2基[10]
- 所要時間：3分[3][4]
- 平均勾配：30°[10]
- 標高差：219 m[3][4]

## 運行形態
- 普通運賃は大人片道600円、往復1000円。小人片道300円、往復500円。
- 団体割引、障害者割引あり。
- ペットの同伴も可能で、入れるケージの大きさによって運賃（300円・500円、大型不可）が設定されている。
- 営業時間はおおむね午前9時から午後5時まで（季節によって変動あり）。
- 運行間隔は5 - 10分。

## 搬器

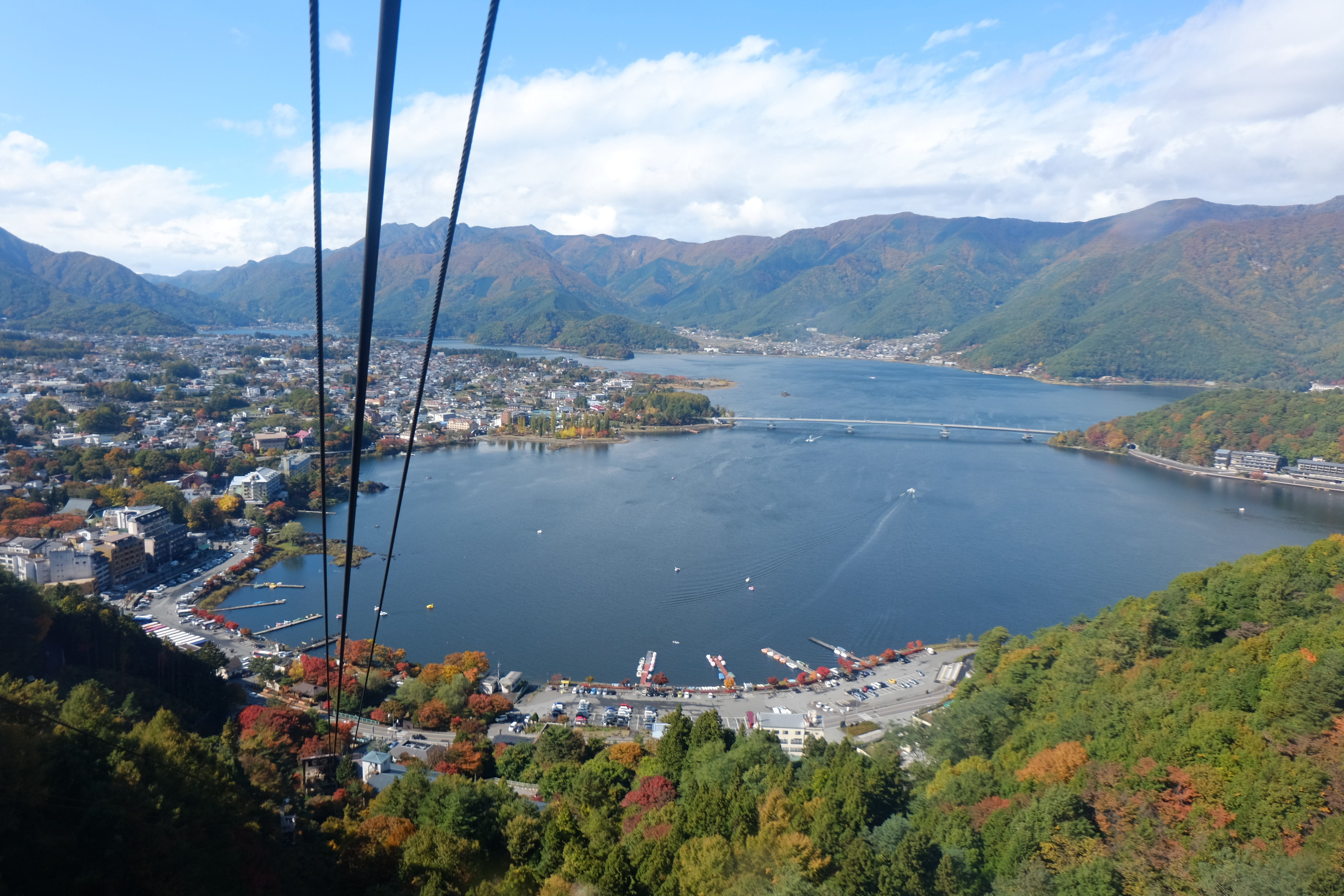
ロープウェイからの眺望（2013年）

ゴンドラは大阪車輌工業製の1号車と2号車の2基。2015年（平成27年）4月に導入された3代目のゴンドラで、デザインは富士山への参詣に利用された「富士山詣駕篭（ふじさんもうでかご）」をモチーフとし、屋根には駕篭を担いだウサギやタヌキのマスコット像が据え付けられている。それ以前に使用されていた2代目のゴンドラは、1号車がカチカチ山の火をイメージした塗装で屋根にはタヌキのマスコット像が設置され、2号車が泥舟をイメージした塗装で屋根にはウサギのマスコット像が設置されていた。2代目のゴンドラで使われていたマスコット像はロープウェイの復路乗り場前に飾られている。

## 駅一覧
- 河口湖畔駅（北緯35度30分14.3秒 東経138度46分19.4秒 / 北緯35.503972度 東経138.772056度）
- 富士見台駅（鉄道要覧では「天上山富士見台」と表記）（北緯35度30分13.0秒 東経138度46分35.7秒 / 北緯35.503611度 東経138.776583度）